# Pjer Klastr
Pjer Klastr (fr. Pierre Clastres; Pariz, 11. maj 1934 — Gabrijak, 29. jul 1977) je bio francuski antropolog i etnograf, učenik Klod Levi Strosa, posebno značajan po delima iz političke antropologije. 
Tokom 1960-ih godina živeo je među Gvajakima iz Paragvaja i Janomama Indijancima iz venecuelanske Amazonije, što je opisao u svojoj knjizi Hronika Gvajana Indijanaca, izdatoj 1972. godine. To ga je dovelo do zaključaka zbog kojih ga mnogi smatraju anarhistom, iako su njegova razmišljanja prvenstveno naučna. 
Od 1971. do 1977. godine je bio direktor istraživanja na “École Practique des Hautes Études” u Parizu, gde je držao katedru za Religiju i društva južnoameričkih indijanaca. Poginuo je u saobraćajnoj nesreći 1977. godine. 

## Spoljašnje veze
- Pjer Klastr, Društvo protiv države (језик: српски)